# Leavenworth (Kansas)
Leavenworth város az USA Kansas államában, Leavenworth megyében, melynek megyeszékhelye is. Lakosainak száma 37 351 fő (2020. április 1.).

## Népesség
A település népességének változása:
| Lakosok száma | 7429 | 35 251 | 37 351 |
|               | 1860 | 2010   | 2020   |